# Cephalotes umbraculatus
Cephalotes umbraculatus é uma espécie de inseto do gênero Cephalotes, pertencente à família Formicidae.